# Bactrocera freidbergi
Bactrocera freidbergi är en tvåvingeart som beskrevs av White 1999. Bactrocera freidbergi ingår i släktet Bactrocera och familjen borrflugor.
Artens utbredningsområde är Assam (Indien). Inga underarter finns listade.